# Esteve II (papa)
|  | Per a altres significats, vegeu «Esteve II (papa no consagrat)». |

Esteve II va ser papa de l'Església Catòlica des del 26 de març de l'any 752 fins al 26 d'abril del 757. El seu antecessor fou Esteve, que morí tres dies després de ser escollit papa i sense temps a ser coronat formalment. Per això, a vegades se l'anomena Esteve II (III), ja que formalment és el Papa Esteve II però és el tercer Esteve en ser escollit Papa.
En origen un diaca, va ser elegit el 26 de març del 752 com a successor de Zacaries, després de la mort el dia anterior d'Esteve, elegit papa sense arribar a ser consagrat. Al començament del seu pontificat, el poder de l'Imperi Romà d'Orient estava en declivi a Itàlia a causa del domini llombard, que havien conquerit Ravenna el 751 i es preparaven per atacar el ducat de Roma, comandats pel rei Aistulf.
Esteve va sol·licitar auxili a Constantinoble i va gastar diners en va per intentar mantenir la pau amb els llombards i frenar les hostilitats. Així mateix, es va dedicar a la pregària i va intentar obtenir l'assistència dels francs, de fet, va anar personalment a la Gàl·lia per defensar la seva causa. Pipí el Breu va acollir positivament la proposta, Esteve el va coronar rei dels francs i a Quierzy, el monarca va jurar solemnement que defensaria i restauraria l'exarcat a Sant Pere. Pipí va llançar dues campanyes contra els llombards per tal de defensar el papa. En agraïment, Esteve II va nomenar Pipí patrici del romans i li va concedir el títol de rei per la gràcia de Déu, el primer sobirà a rebre'l.
Llavors Esteve va treure's de la màniga un suposat document de l'emperador Constantí I el Gran datat de l'any 313, en el qual entregava al papa Silvestre I de Roma, Itàlia i totes les províncies de l'Imperi Romà d'Occident (la Donació de Constantí).
Evidentment, el rei franc no li va poder atorgar el que demanava, però va conquerir les ciutats de Ravenna, Ferrara, Bolonya i el Ducat de la Pentàpolis, format per les ciutats de Rímini, Fano, Senigallia, Pesaro i Ancona i les va donar al Papa perquè hi regnés. D'aquesta manera, Esteve II va esdevenir el fundador dels Estats Pontificis, que es mantindrien sota l'autoritat dels pontífexs romans fins a la unificació d'Itàlia el 1870.
Va ser succeït pel seu germà Pau.